# Margo Martin
Margo Mcatee Martin (née le 24 juillet 1995) est une porte-parole et conseillère politique américaine. Elle occupe depuis 2025 les fonctions d’assistante spéciale du président et de conseillère en communication à la Maison-Blanche.,

## Jeunesse et études
Margo Mcatee Martin naît le 24 juillet 1995 à Dallas (Texas). Sa sœur, Markie, est présentatrice pour NewsNation. Martin grandit à Ada, dans l’Oklahoma. Elle fréquente l’Ada High School et est sélectionnée dans l’équipe All-State de tennis de l’Oklahoma Coaches Association en 2013. Elle poursuit des études à la Texas Christian University.

## Carrière

### Assistante de presse à la Maison-Blanche
En juillet 2019, Martin est assistante de presse au sein du White House Office of the Press Secretary. Elle conserve ces fonctions jusqu’en janvier 2021.

### Directrice adjointe de la communication (2021-2025)
Après l’investiture de Joe Biden, Martin s’installe à West Palm Beach (Floride) pour aider l’ex-président Donald Trump dans sa transition. Elle devient porte-parole principale du bureau de Trump en février 2021. En juillet 2021, elle est nommée directrice adjointe de la communication de Save America, le comité d’action politique de Trump.
Martin enregistre régulièrement les entretiens accordés par Trump à des auteurs. Un enregistrement réalisé en 2023 montre Trump reconnaissant qu’un document en sa possession n’était pas déclassifié ; l’audio est obtenu par les procureurs fédéraux dans le cadre de l’enquête du procureur spécial Smith. Ses appareils et elle-même sont cités à comparaître, et elle témoigne devant un grand jury en mars 2023 ; l’enregistrement sert à solliciter son témoignage. En février 2024, The New York Times la décrit comme l’une des plus proches collaboratrices personnelles de Trump. En septembre 2024, le groupe The White Stripes poursuit Trump au sujet d’une vidéo de campagne contenant un extrait de Seven Nation Army.,

### Assistante spéciale du président (2025-)
En janvier 2025, aucun poste officiel n’est encore annoncé pour Martin. Elle est toutefois présentée comme assistante spéciale du président et conseillère en communication au plus tard en mars 2025, et des analyses de The New York Times la situent parmi les collaborateurs installés entre la Cabinet Room et le Bureau ovale.